# 마노보 군다 세인트 플로리스 국립공원
마노보 군다 세인트 플로리스 국립공원(Manovo-Gounda St. Floris National Park)은 차드 경계 주변 중앙아프리카 공화국 바밍기방고랑주에 위치한 국립공원이자 유네스코 세계유산이다. 이 공원의 생물 다양성으로 인해 1988년 세계유산목록에 등재되었다.
저명한 종으로는 검은코뿔소, 아프리카코끼리속, 아프리카표범, 코린가젤, 아프리카물소, 기린, 사자 등이 있다.
밀렵, 관광개발 등으로 인해 이 지역은 1997년 위험에 처한 세계유산 목록에 등재되었고 지금도 그 상태를 유지하고 있다.

## 같이 보기
- 위험에 처한 세계유산